# الهه محمدی
الهه محمّدی فعال زنان، خبرنگار و روزنامه‌نگار ایرانی حوزه اجتماعی و زنان است که در هم‌میهن فعالیت می‌کند. او در گذشته با رسانه‌هایی مانند شهروند، خبرآنلاین و اعتماد آنلاین همکاری داشته است. مجلهٔ تایم در سال ۲۰۲۳ او را یکی از صد شخص تأثیرگذار در جهان نامید.
در مرداد ۱۴۰۱ یکی از گزارش‌های منتشر شده محمدی در روزنامهٔ شرق با عنوان «قتل با اسم رمز ناموس» از سوی انجمن صنفی روزنامه نگاران استان تهران به عنوان یکی از گزارش‌های برتر سال معرفی شد. او در سال ۱۴۰۱ پس از تهیه گزارش از مرگ مهسا امینی توسط وزارت اطلاعات حکومت ایران دستگیر شد.
الهه محمدی پس از دریافت بیست و یکمین جایزه آزادی مطبوعات «خوزه کوزو» آن را به دو نامزد دیگر دریافت این جایزه پابلو گونزالس، وائل الدحدوح و تمام روزنامه‌نگاران فلسطینی تقدیم کرد که برای جلب توجه نسبت به وضعیت غزه فداکاری‌های بزرگی انجام داده‌اند.

## سوابق
سوابق تحصیلی:
- کارشناسی ارشد مطالعات زنان (گرایش زن و خانواده) از دانشگاه شهید باهنر کرمان (فارغ‌التحصیل سال ۱۳۹۰)
- کارشناسی زبان و ادبیات فارسی از دانشگاه الزهرا (فارغ‌التحصیل سال ۱۳۸۸)

سوابق کاری:
- خبرنگار اجتماعی روزنامه مردم سالاری در سال ۸۶
- خبرنگار اجتماعی روزنامه اعتماد در سال ۸۷
- خبرنگار اجتماعی خبرآنلاین سال ۸۸
- خبرنگار اجتماعی روزنامه آرمان روابط عمومی سال ۹۰
- خبرنگار اجتماعی روزنامه ابتکار سال ۹۰
- خبرنگار/دبیر سیاسی روزنامه هفت صبح از سال ۹۱ تا ۹۴
- خبرنگار سیاسی روزنامه وقایع اتفاقیه ۹۴–۹۵
- خبرنگار سیاسی خبرآنلاین ۹۵–۹۶
- دبیر سیاسی روزنامه شهروند ۹۶–۹۷
- دبیر سیاسی اعتماد آنلاین ۹۷–۹۸
- معاون دبیر اجتماعی خبرآنلاین ۹۸–۱۴۰۰
- خبرنگار اجتماعی روزنامه هم میهن ۱۴۰۱

## گزارش‌های شاخص
| عنوان                         | توضیحات | تاریخ انتشار   |
| ----------------------------- | --- | -------------- |
| از کسی نمی‌ترسیم؛ شکایت می‌کنیم | گفت‌وگو با دایی و مادربزرگ مهسا امینی ساعتی قبل از مرگ او                                                            | ۲۵ شهریور ۱۴۰۱ |
| یک وطن اندوه                  | گزارش از سقز محل زندگی و خاکسپاری مهسا امینی - برنده دیپلم افتخار جایزه روزنامه‌نگاری «داستان واقعی» ۲۰۲۴            | ۲۷ شهریور ۱۴۰۱ |
| اضطراب ارشاد                  | گزارش تحقیقی از پیامدهای روان‌شناسی جامعه نسبت به اقدامات پلیس امنیت اخلاقی                                          | ۲۹ شهریور ۱۴۰۱ |
| قتل با اسم رمز «ناموس»        | گزارشی دربارهٔ زن‌کشی در استان کردستان یکی از گزارش‌های برتر سال ۱۴۰۰ به انتخاب انجمن صنفی روزنامه نگاران استان تهران  | ۳۰ مهر ۱۴۰۰    |
| گشت بارداری در بیمارستان‌ها    | گزارش میدانی از حضور مأمورانی از سوی وزارت بهداشت در بعضی بیمارستان‌ها به دنبال قانون جوانی جمعیت و حمایت از خانواده | ۲۸ تیر ۱۴۰۱    |
| شب بلند بخشش و اعدام          | گزارشی از شبی که قرار بود ۵ قاتل در زندان رجایی‌شهر قصاص شوند.                                                       | ۱۹ آبان ۱۳۹۸   |

## ممنوعیت به دلیل گزارش از زندان قرچک
محمدی در ۲ دی ۱۴۰۰ در صفحه شخصی توییتر خود نوشت: «فروردین سال ۹۹ گزارشی دربارهٔ وضعیت زندان قرچک در روزهای شیوع کرونا در خبرگزاری خبر آنلاین نوشتم. بعد از انتشار، سازمان اطلاعات سپاه از من شکایت کرد و پرونده با اتهامات تبلیغ علیه نظام و نشر اکاذیب به قصد تشویش اذهان عمومی تشکیل شد. بعد از چندین جلسه بازجویی از سوی سپاه دربارهٔ گزارش ساقط کردن هواپیمای اوکراینی، آبان ۹۸، فعالیت در گروه دیدبان آزار و پرداختن به مسایل مربوط به زنان، تفهیم اتهام و برایم کفالت ۱۵۰ میلیون تومانی صادر شد.» محمدی از فروردین ۱۳۹۹ تا فروردین ۱۴۰۰ از نوشتن در رسانه ای که در آن کار می‌کرد منع شد.

## بازداشت
پس از کشته‌شدن مهسا امینی، محمدی برای تهیه گزارش مراسم خاکسپاری مهسا امینی به سقز سفر کرد که پس از تهیه گزارشو در بازگشت پس از احضار تلفنی، بازداشت شد. محمدی در سفری که به سقز داشت، گزارشی با اسم «یک وطن اندوه» از خود منتشر می‌کند و در روزنامه هم‌میهن آن را چاپ می‌کنند که در این گزارش، با چند تن از نمایندگان پیشین مجلس نیز گفت‌وگویی داشته است. محمدی در ۲۹ شهریور ۱۴۰۱ نیز در گزارش دیگری با نام «اضطراب ارشاد» به اقدامات مشابهی دست زده بود.
پس از دستگیری وی، غلامحسین کرباسچی، مدیرمسئول هم‌میهن عنوان کرد که محمدی از سوی روزنامه برای تهیه خبر مراسم خاکسپاری مهسا امینی به سقز رفته بود و مسئولیتی متوجه او نیست. در ۲۳ مهر ۱۴۰۱ همسر محمدی در حساب توییتر خود نوشت که او ۱۷ روز در زندان انفرادی بوده و به‌طور کلی ۱۰ دقیقه تماس با او نداشته و از اتهاماتش نیز اطلاعی در دست نیست.
در ۷ آبان ۱۴۰۱، در بیانیهٔ مشترک وزارت اطلاعات و اطلاعات سپاه، نام مختصر دو خبرنگار، محمدی و نیلوفر حامدی به چشم می‌خورد که آنها را سرویس‌های جاسوسی غربی معرفی کردند که در برخی کشورها، دوره‌های براندازی و جنگ‌های ترکیبی تشکیل می‌دادند. این خبر باعث اعتراض تعداد زیادی از کاربران توییتر را به‌دنبال داشت. بیش از ۵۰۰ فعال رسانه نیز، بیانیه‌ای در حمایت از حامدی و محمدی امضاء کردند.

## دادگاه
اولین جلسه محاکمه الهه محمدی پس از ۹ ماه حبس، ۸ خرداد ۱۴۰۲ به‌طور غیرعلنی اما با حضور وکلای انتخابی او در شعبه ۱۵ دادگاه انقلاب به ریاست ابوالقاسم صلواتی برگزار شد. وکیل انتخابی او برای اولین بار یکشنبه ۷ خرداد موفق به ملاقات حضوری با موکل خود شد. پیشتر صالح نیکبخت، وکیل خانواده مهسا امینی، محاکمه الهه محمدی و نیلوفر حامدی را یکی از عجیب‌ترین دادگاه‌های ایران بعد از دادگاه‌های صادق خلخالی دانسته بود. این جلسهٔ دادگاه دو ساعت به طول انجامید و محمدی به زندان اوین بازگردانده شد.
جلسه دوم در تاریخ ۴ مرداد ۱۴۰۲ برگزار شد. محمدی در این جلسه صراحتاً تمام اتهامات را رد کرد. در پایان این جلسه ختم رسیدگی به پرونده اعلام شد.

به نام قلم
من الهه محمدی، ۱۵ سال است که خبرنگارم و در تمام طول زمان کار حرفه‌ای‌ام، غیر از اینکه حرف مردم را بزنم و قدمی در راه بهتر شدن زندگی‌شان بردارم، هیچ کار دیگری نکرده‌ام. من هیچ ارتباطی با هیچ دولت خارجی‌ای نداشته‌ام و افتخار می‌کنم که در کنار مردم ماندم تا صدایشان باشم.
معتقدم به جای بازداشت خبرنگاران، نهادهای امنیتی، قوه قضاییه، دولت و مجلس باید برای حرف‌های مردم گوش شنوا داشته باشند نه اینکه خبرنگارانی را که کارشان را انجام داده‌اند بازداشت کنند و ماه‌های زیادی بلاتکلیف و در بازداشت موقت نگه دارند.
من و نیلوفر حامدی به عنوان نمایندگانی از بدنه رنجور و شریف مطبوعات ایران در حالی محاکمه می‌شویم که به واسطه برخوردهای امنیتی با خبرنگاران صادق و متعهد، مرجعیت رسانه به خارج از کشور منتقل شده و این برخوردهای شدید با روزنامه‌نگاران موجب آزردگی مردم شده است.

باید مقامات، به‌ویژه مقامات قضایی، صدای مردم را به‌ویژه زنان و روزنامه‌نگارانی که از زبان آن‌ها سخن می‌گویند، بشنوند و در برابر مطالبات به حق آن‌ها نایستند.— الهه محمدی، دفاعیات جلسه دوم دادگاه

#### حکم دادگاه بدوی
در تاریخ ۳۰ مهر ۱۴۰۲ و پس از بیش از یک سال بازداشت موقت، ابوالقاسم صلواتی در دادگاه بدوی، الهه محمدی را به اتهام همکاری با دولت متخاصم آمریکا به شش سال حبس، اجتماع و تبانی برای ارتکاب جرم بر ضد امنیت کشور به پنج سال حبس و به اتهام فعالیت تبلیغی علیه نظام جمهوری اسلامی به یک سال حبس محکوم کرد. در صورت تأیید حکم در مرحله تجدیدنظر، شش سال حبس قابل اجرا خواهد بود.
انتشار این حکم باعث واکنش گسترده حقوق‌دانان، دانشجویان و فعالان سیاسی شد. انجمن صنفی روزنامه‌نگاران استان تهران هم ضمن اعلام مخالفت با حکم بدوی، نسبت به رسیدگی دقیق و عادلانه به پرونده توسط قضات دادگاه تجدیدنظر ابراز امیدواری کرد. انجمن روزنامه نگاران زن ایران نیز در بیانیه‌ای نسبت به نقض رأی بدوی در مرحله تجدیدنظر ابراز امیدواری کرد.

### تبرئه از اتهام همکاری با دولت خارجی متخاصم آمریکا
در تاریخ ۲۱ مرداد ۱۴۰۳، وکلای الهه محمدی و نیلوفر حامدی اعلام کردند که موکلانشان در رأی قطعی دادگاه تجدیدنظر از اتهام «همکاری با دولت خارجی متخاصم آمریکا» مبری شده‌اند و از بابت باقی اتهامات، قانوناً مشمول بخشنامه عفو اعلامی ۱۴۰۱ خواهند بود.

### مختومه‌شدن پرونده
روزنامه هم‌میهن روز سه‌شنبه ۲۳ بهمن ۱۴۰۳  به نقل از شهاب میرلوحی، وکیل الهه محمدی، خبرنگار این روزنامه نوشت که پرونده‌ی موکلش مشمول عفو شده و پرونده مختومه شده است. او پیش از آن در تاریخ ۲۴ دی ۱۴۰۲ پس از ۱۷ ماه بازداشت موقت، با صدور قرار وثیقه صد میلیارد ریالی از سوی دادگاه تجدیدنظر استان تهران موقتاً از زندان آزاد شده بود.

## واکنش‌های بین‌المللی به دستگیری و محاکمه
- گزارشگران بدون مرز با نمایشی خواندن دادگاه نیلوفر حامدی و الهه محمدی، خواستار آزادی فوری آن‌ها شد.[۲۷]
- انجمن روزنامه‌نگاران آلمان از قوه‌قضاییه ایران خواستار تبرئه و آزادی او و نیلوفر حامدی شد.[۲۸]
- فدراسیون بین‌المللی روزنامه‌نگاران با انتشار بیانیه‌ای ضمن بی‌اساس خواندن اتهامات انتسابی علیه الهه محمدی و نیلوفر حامدی، خواستار آزادی فوری آن‌ها شد.[۲۹]
- انجمن بین‌المللی خبرنگاران و عکاسان ورزشی در بیانیه‌ای ضمن محکوم‌کردن بازداشت نیلوفر حامدی و الهه محمدی، خواستار آزادی آن‌ها شد.[۳۰]
- عفو بین‌الملل پس از صدور رأی بدوی، ضمن محکومیت حکم دادگاه انقلاب، خواستار آزادی فوری نیلوفر حامدی و الهه محمدی شد.[۳۱]
- گزارشگران بدون مرز در واکنش به صدور رأی بدوی علیه حامدی و محمدی، آن را ظالمانه خواند و گفت: «آنها به این دلیل مجازات می‌شوند که صرفاً کارشان را انجام داده‌اند.»[۳۲]

## هشتگ #الهه_نیلوفر
با فراخوان خانواده‌های الهه محمدی و نیلوفر حامدی، کاربران شبکه‌های اجتماعی در تاریخ اول مرداد ماه ۱۴۰۲ با هشتگ مشترک #الهه_نیلوفر با خانواده این دو روزنامه‌نگار در مسیر مطالبه آزادی آن‌ها همراهی کردند. این هشتگ به‌رغم بی‌تفاوتی چهره‌های شاخص مخالف حکومت به مهم‌ترین ترند توییتر فارسی تبدیل شد.

## افتخارات
- جایزه آزادی مطبوعات روزنامه‌نگاران کانادایی (مشترکاً با نیلوفر حامدی)[۳۴]
- بنیاد نیمن در دانشگاه هاروارد نهم فروردین ۱۴۰۲ اعلام کرد جایزه لوئیس لیون در سال ۲۰۲۳ برای «وجدان و صداقت در روزنامه‌نگاری» را به نیلوفر حامدی و الهه محمدی اهدا کرده است.[۳۵][۳۶]
- در سال ۲۰۲۳، مجلهٔ تایم محمدی و نیلوفر حامدی را یکی از ۱۰۰ شخص تأثیرگذار در جهان نامید.[۳۷]
- شورای شهر تورین ایتالیا، شهروندی افتخاری به الهه محمدی روزنامه‌نگار ایرانی اعطا کرد.[۳۸]
- جایزه آزادی مطبوعات سازمان ملل[۳۹][۴۰]
- جایزه «فانوس دریایی» از شبکه پژوهش آلمان[۴۱][۴۲]
- جایزه قلم طلایی آزادی[۴۳][۴۴]
- نشان افتخار انجمن ملی مطبوعات آمریکا در آزادی مطبوعات (ابوشن)[۴۵]
- پیشنهاد شده برای دریافت جایزه صلح نوبل - ۲۰۲۳[۴۶][۴۷]
- بیست و یکمین جایزه آزادی مطبوعات «خوزه کوزو» (مشترکاً با نیلوفر حامدی)[۴۸]
- دیپلم افتخار جایزه روزنامه‌نگاری «داستان واقعی» ۲۰۲۴ برای گزارش یک وطن اندوه[۴۹][۵۰]

## شکایت از ابوالقاسم صلواتی
طبق ماده ۲۴۲ قانون آیین دادرسی کیفری (مصوب ۱۳۹۲) در اتهاماتی که مجازات سالب حیات ندارند، مدت بازداشت موقت نمی‌تواند بیشتر از یک‌سال باشد، سعید پارسایی، همسر الهه محمدی سوم دی‌ماه ۱۴۰۲ در اینستاگرام خود اعلام کرد که همسرش طی یک‌ماه منتهی به آن‌روز با ثبت چهار شکواییه از قاضی صلواتی به دلیل اجرا نکردن قانون شکایت کرده است. این شکواییه‌ها خطاب به دادگاه قضات، دادسرای کارکنان دولت، حوزه ریاست دادگاه انقلاب و دادگاه کیفری ثبت‌شده‌اند. نیلوفر حامدی نیز پیش‌تر شکایت مشابهی را ثبت کرده‌بود.

## ممنوع‌الملاقاتی به‌خاطر هم‌خوانی ترانه
اواخر آذر ۱۴۰۲، ویدیویی از هم‌خوانی تلفنی نیلوفر حامدی، الهه محمدی و نسیم سلطان‌بیگی با خاطره حکیمی، خواننده ترانه سفرناک در شبکه‌های اجتماعی مورد استقبال قرار گرفت. چند روز پس از آن مقامات زندان اوین این سه زندانی را تا آخر دی‌ماه همان سال از ملاقات ممنوع کردند و دلیلش را «خارج از مقررات از تلفن زندان» ذکر کردند. این مسئولان در پاسخ به اعتراض سه خبرنگار بابت مجازاتِ کار غیر خلاف گفته‌اند: «آخه آهنگش چیزه».

## آزادی به قید وثیقه

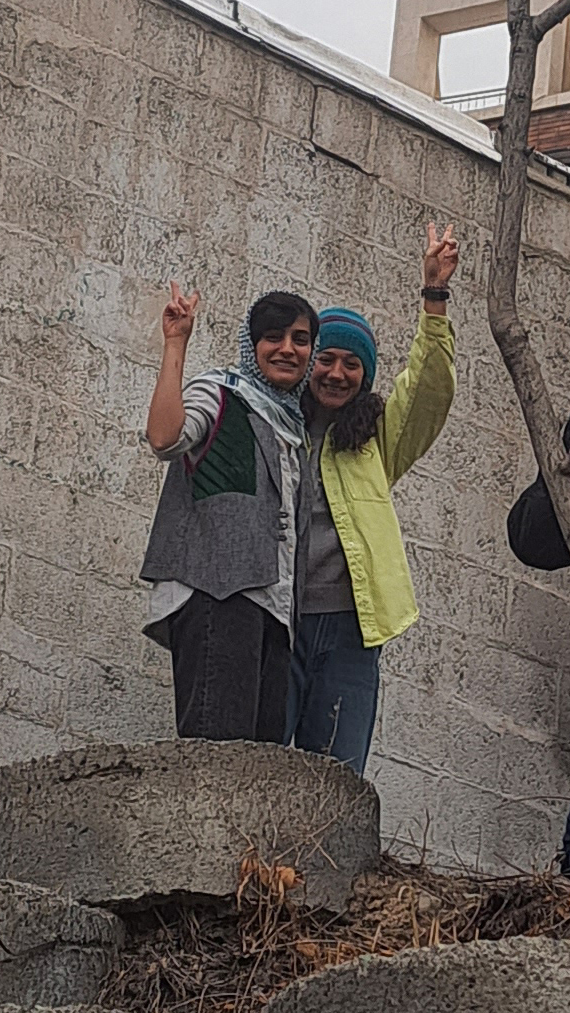
نیلوفر حامدی و الهه محمدی هنگام آزادی از زندان اوین

در تاریخ ۲۴ دی ۱۴۰۲ دادگاه تجدید نظر استان تهران با تبدیل قرار الهه محمدی و نیلوفر حامدی به مبلغ هر کدام ۱۰ میلیارد تومان موافقت کرد و هر دو نفر پس از ۱۷ ماه از زندان آزاد شدند. شمار زیادی از کاربران شبکه‌های اجتماعی، هنرمندان و روزنامه‌نگاران و فعالان مدنی و سیاسی از آزادی او ابراز خوشحالی کردند.

### واکنش‌ها به آزادی
- امجد امینی، پدر مهسا امینی با انتشار پیامی ضمن تبریک آزادی خبرنگارها به آن‌ها و خانواده‌شان گفت: «خبر آزادی شما بزرگواران، بعد از چهارصد روز تحمل زندان و دوری از خانواده، همه ما را خوشحال کرد و کاممان را شیرین گردانید.»[۶۳]
- انجمن صنفی روزنامه‌نگاران استان تهران در بیانیه‌ای آزادی دو خبرنگار را به فال نیک گرفت و اظهار امیدواری کرد که روند آزادی به دیگر روزنامه‌نگاران زندانی هم تسری پیدا کند.[۶۳]
- حامد اسماعیلیون آزادی نیلوفر حامدی و الهه محمدی را تبریک گفت.[۶۴]
- علی کریمی در واکنش به آزادی حامدی و محمدی نوشت: «هیچ آگاه شدنی، بدون درد نیست.»[۶۴]
- سارا خادم‌الشریعه، استاد بزرگ شطرنج ایران ضمن اهدای مدال خود به نیلوفر حامدی و الهه محمدی، آن‌ها را «قهرمانان واقعی» خواند.[۶۵]
- هنگامه قاضیانی، سحر دولتشاهی، اشکان خطیبی، گلشیفته فراهانی، هانیه توسلی، زینب موسوی و مهناز افشار آزادی حامدی و محمدی را تبریک گفتند.[۶۳]
- خبر آزادی الهه محمدی و نیلوفر حامدی، عکس یا تیتر اول صفحه نخست روزنامه‌های شرق، هم‌میهن، اعتماد، سازندگی، ستاره صبح، همدلی، جهان صنعت و پیام ما در تاریخ ۲۵ دی‌ماه ۱۴۰۲ را به خود اختصاص داد.[۶۶]

یک روز پس از آزادی، خبرگزاری میزان متعلق به قوه قضاییه، اعلام کرد که اتهام «جاسوسی» در پرونده این دو روزنامه‌نگار برای قوه‌قضاییه احراز نشده و اساساً آن‌ها به اتهام جاسوسی در زندان نبوده‌اند. از سوی دیگر در همان روز پرونده جدیدی علیه آن‌ها به‌دلیل «کشف حجاب» پس از آزادی گشوده شد.
دو روز پس از آزادی به قید وثیقه او و نیلوفر حامدی، به‌رغم تأکید القاصی‌مهر، رئیس کل دادگستری استان تهران دربارهٔ علت آزادی آن‌ها، خبرگزاری فارس در خبری به نقل از «یک منبع آگاه» مدعی شد که آن‌ها مرخصی یک‌هفته‌ای درمانی گرفته‌اند و پس از آن به زندان برمی‌گردند. خبرگزاری میزان ساعاتی پس از این اقدام فارس، با انتشار مجدد اظهارات القاصی‌مهر، تلویحاً خبر فارس را تکذیب کرد. در برخی رسانه‌ها، هدف این اقدام خبرگزاری فارس در «خبرسازی» و «انتشار مطالب کذب»، اعمال فشار بر قوه قضاییه عنوان شد.